# Gunvá við Keldu
Gunvá við Keldu (Klaksvík, 1966 –) feröeri grafikus és politikus, a Fólkaflokkurin tagja. 2009. január 1. óta Klaksvík község polgármestere.

## Pályafutása
1988–1990 között a Føroya Handilsskúli tanulója volt, majd 1998–2000 között a dániai grafikai főiskolán szerzett grafikusi végzettséget. 1995 és 1998 között a Dimmalætting grafikai tervezője volt, jelenleg pedig a Vasti / Estra cég tulajdonosa.
2004-ben lett Klaksvík község tanácsának tagja, 2009. január 1. óta pedig a község polgármestere, ezzel az első nő ezen a poszton. Január 9-én két évre a Kommunusamskipan Føroya alelnökévé választották.

## Magánélete
Apja Jógvan við Keldu, aki szintén politikus, és két részletben hosszú ideig ugyancsak Klaksvík község polgármestere volt. Anyja Betty Skaale. Jelenleg Klaksvíkban él.

## Fordítás
- Ez a szócikk részben vagy egészben a Gunvá við Keldu című angol Wikipédia-szócikk ezen változatának fordításán alapul.  Az eredeti cikk szerkesztőit annak laptörténete sorolja fel. Ez a jelzés csupán a megfogalmazás eredetét és a szerzői jogokat jelzi, nem szolgál a cikkben szereplő információk forrásmegjelöléseként.

## További informárciók
- Polgármester, Klaksvík község (feröeri)
- Profil, Fólkaflokkurin (feröeri)